# Лаффон, Перрин
Перри́н Лаффо́н (фр. Perrine Laffont; род. 28 октября 1998 года) — французская фристайлистка, специализирующаяся в могуле. Олимпийская чемпионка, 6-кратная чемпионка мира (рекорд среди всех женщин-фристайлисток), двукратная обладательница Кубка мира по фристайлу в общем зачёте и четырёхкратная в могуле.

## Карьера
Первым успехом Перрин Лаффон на международной арене стала бронза молодёжного чемпионата мира 2013 года в параллельном могуле. В начале 2014 года дебютировала в Кубке мира на этапе в канадском Калгари и заняла там 20-е место.
В 15-летнем возрасте француженка вошла в состав олимпийской команды на Игры в Сочи, где стала самой юной фристайлисткой среди всех участников. В соревнованиях могулисток Лаффон уверенно прошла первую квалификацию (пятое место среди всех участниц), но в первом финальном раунде она стала лишь 14-й и не смогла пробиться в следующий раунд.
В 2015 году Перрин дебютировала на чемпионате мира и заняла там шестое место в параллельном могуле и 13-е в одиночном. В этом же сезоне стала абсолютной чемпионкой мира среди юниоров, выиграв два золота на первенстве в Вальмаленко.
В феврале 2016 года на этапе Кубка мира в Сембоку одержала первую победу в карьере и по итогам сезона стала третьей в зачёте могула. В следующем сезоне француженка стала уже вице-чемпионкой в зачёте могула (пропустив вперёд лишь австралийку Бриттени Кокс), а на чемпионате мира в Испании завоевала две медали, став чемпионкой мира в параллельном могуле, а в одиночном могуле выиграла «серебро», уступив той же австралийке Кокс.
На Олимпиаде в Пхёнчхане Лаффон сначала выиграла первую квалификацию, успешно прошла финальные раунды и в финальном заезде выиграла минимальные 0,09 сек у олимпийской чемпионки 2014 года канадки Жюстин Дюфур-Лапуант и стала олимпийской чемпионкой. Лаффон стала первой француженкой, выигравшей олимпийское золото в могуле.
В сезоне 2017/18 впервые победила в зачёте могула в Кубке мира. В сезоне 2018/19 выиграла не только зачёт могула, но и общий зачёт Кубка мира по фристайлу. На чемпионате мира 2019 года в Парк-Сити выиграла золото в параллельном могуле, а также стала третьей в обычном могуле.
В сезоне 2019/20 вновь была лучшей в Кубке мира в общем зачёте и зачёте могула.
В сезоне 2020/21 сохранила лидерство в зачёте могула в Кубке мира. Выиграла чемпионат мира 2021 в Алма-Ате в могуле.
На Олимпиаде в 2022 в Пекине не смогла завоевать медаль. В первой квалификации заняла 2 место, в первом финале 3-е, во втором финале 5-е, а в завершающем раунде стала 4-й.
На чемпионате мира 2023 года в Бакуриани выиграла золото в могуле и параллельном могуле.
В 2025 году на чемпионате мира в Швейцарии стала победительницей в могуле. 

## Результаты на крупнейших соревнованиях

### Зимние Олимпийские игры
| Олимпийские игры | Могул |
| ---------------- | ----- |
| 2014 Coчи        | 13    |
| 2018 Пхёнчхан    | 1     |
| 2022 Пекин       | 4     |

### Чемпионаты мира
8 медалей (6 золотых, 1 серебряная, 1 бронзовая)
| Чемпионат мира     | Могул | Параллельный могул |
| ------------------ | ----- | ------------------ |
| 2015 Крайшберг     | 13    | 6                  |
| 2017 Сьерра-Невада | 2     | 1                  |
| 2019 Парк-Сити     | 3     | 1                  |
| 2021 Алма-Ата      | 1     | 7                  |
| 2023 Бакуриани     | 1     | 1                  |
| 2025 Энгадин       | 1     | 5                  |

### Победы на этапах Кубка мира (28)
| №  | Сезон   | Дата        | Место проведения     | Дисциплина             |
| -- | ------- | ----------- | -------------------- | ---------------------- |
| 1  | 2015/16 | 27 фев 2016 | Тадзавако            | Могул                  |
| 2  | 2015/16 | 5 мар 2016  | Москва               | Параллельный могул     |
| 3  | 2016/17 | 25 фев 2017 | Тайву                | Могул (2)              |
| 4  | 2017/18 | 10 янв 2018 | Дир-Вэлли            | Могул (3)              |
| 5  | 2017/18 | 3 мар 2018  | Тадзавако            | Могул (4)              |
| 6  | 2018/19 | 7 дек 2018  | Рука                 | Могул (5)              |
| 7  | 2018/19 | 26 янв 2019 | Мон-Трамблан         | Могул (6)              |
| 8  | 2018/19 | 23 фев 2019 | Тадзавако            | Могул (7)              |
| 9  | 2018/19 | 24 фев 2019 | Тадзавако            | Параллельный могул (2) |
| 10 | 2019/20 | 7 дек 2019  | Рука                 | Могул (8)              |
| 11 | 2019/20 | 14 дек 2019 | Тайву                | Могул (9)              |
| 12 | 2019/20 | 15 дек 2019 | Тайву                | Параллельный могул (3) |
| 13 | 2019/20 | 25 янв 2020 | Мон-Трамблан         | Могул (10)             |
| 14 | 2019/20 | 1 фев 2020  | Калгари              | Могул (11)             |
| 15 | 2019/20 | 6 фев 2020  | Дир-Вэлли            | Могул (12)             |
| 16 | 2019/20 | 22 фев 2020 | Тадзавако            | Могул (13)             |
| 17 | 2019/20 | 7 мар 2020  | Красноярск           | Параллельный могул (4) |
| 18 | 2020/21 | 5 дек 2020  | Рука                 | Могул (14)             |
| 19 | 2020/21 | 12 дек 2020 | Идре Фьелль          | Могул (15)             |
| 20 | 2020/21 | 13 дек 2020 | Идре Фьелль          | Параллельный могул (5) |
| 21 | 2020/21 | 4 фев 2021  | Дир-Вэлли            | Могул (16)             |
| 22 | 2021/22 | 12 дек 2021 | Идре Фьелль          | Параллельный могул (6) |
| 23 | 2021/22 | 8 янв 2022  | Мон-Трамблан         | Могул (17)             |
| 24 | 2021/22 | 13 янв 2022 | Дир-Вэлли            | Могул (18)             |
| 25 | 2021/22 | 18 мар 2022 | Межев                | Могул (19)             |
| 26 | 2021/22 | 19 мар 2022 | Межев                | Параллельный могул (7) |
| 27 | 2022/23 | 4 фев 2023  | Дир-Вэлли            | Параллельный могул (8) |
| 28 | 2022/23 | 11 фев 2023 | Кьеза-ин-Вальмаленко | Параллельный могул (9) |